# Maria-Hilf-Kirche (Wiesbaden)

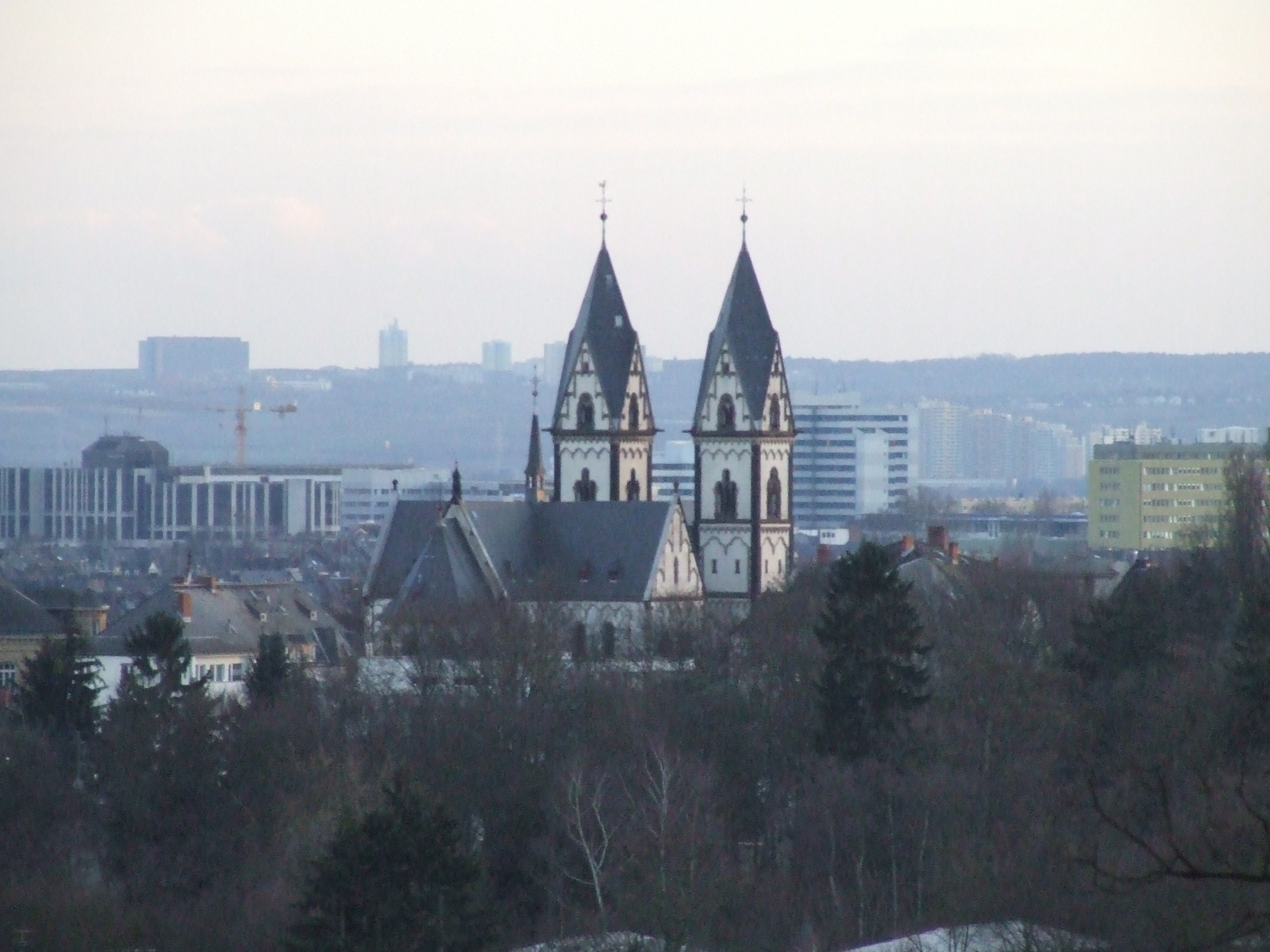
Maria-Hilf-Kirche (vom Neroberg aus gesehen)

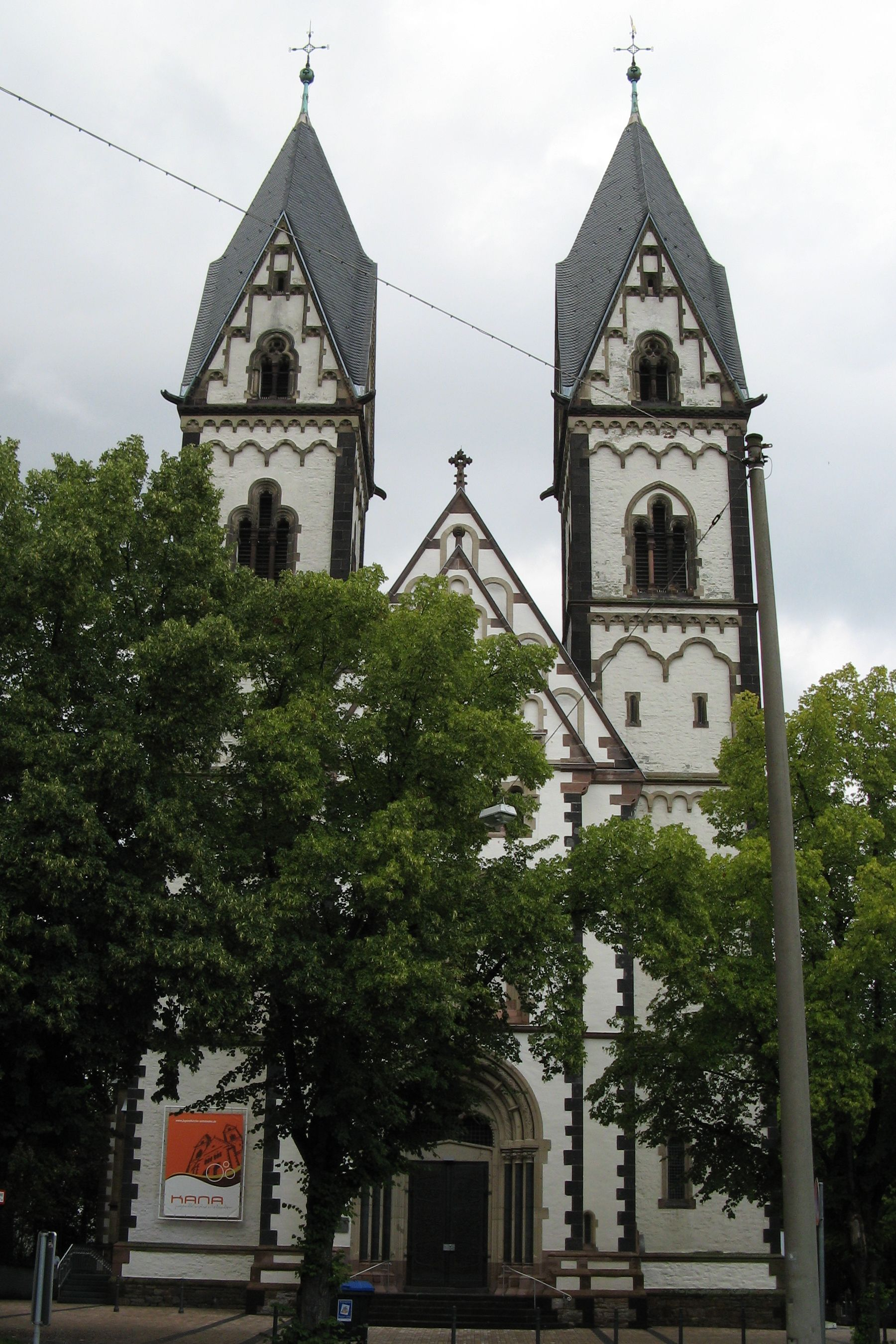
Portal der Maria-Hilf-Kirche

Die katholische Maria-Hilf-Kirche in der hessischen Landeshauptstadt Wiesbaden im Stadtteil Nordost ist eine 1893 bis 1895 von Max Meckel errichtete neoromanische Kirche. Zusammen mit den anderen großen Innenstadtkirchen bildet sie ein einzigartiges Zeugnis historistischer Architektur.

## Baugeschichte
Ein Stich der Stadt Wiesbaden aus dem Jahr 1623 zeigt bereits eine Kapelle, die in der Gegend der heutigen Maria-Hilf-Kirche steht. Die Bezeichnung trat vermutlich schon vor der Reformation in Erscheinung, auch wurde der Name als Flurbezeichnung „auf der Hilf“ bei der Bebauung des Stadtviertels verwendet. Daran anknüpfend wurde die Kirche, die von 1893 bis 1895 erbaut wurde, „Maria, Hilfe der Christen“ genannt.
Der Frankfurter Architekt Max Meckel folgte dem neoromanischen Stil, obwohl er normalerweise den neogotischen bevorzugte. Der Grund hierfür lag im Wunsch eines bedeutenden Stifters nach einer Kirche im romanischen Stil. Damit schuf Meckel ein Gegengewicht zu den neogotischen Türmen der Bonifatius- und der Marktkirche. Meckel war ehemals Diözesanbaumeister des Bistums Limburg und orientierte sich bei seinem Entwurf an den Formen des Limburger Doms und Klosterkirche von Arnstein an der Lahn. Meckels kurz darauf entworfene Herz-Jesu-Kirche in Freiburg weist Ähnlichkeiten mit dem Wiesbadener Bau auf. Für die Kirche schuf Alexander Linnemann aus Frankfurt fünf Glasfenster, wie sich aus einem Werkverzeichnis im Linnemann-Archiv ergibt.
Nach zweijähriger Bauzeit wurde die Maria-Hilf-Kirche in unmittelbarer Nähe des Alten Friedhofs am 5. Oktober 1895 geweiht.
Im Zweiten Weltkrieg wurde das Bauwerk stark beschädigt. In der Nacht vom 2. auf den 3. Februar 1945 wurden ein Großteil des Daches und der Gewölbe sowie Fenster und Orgel zerstört. Der Wiederaufbau erfolgte jedoch schon bald nach Kriegsende. 1955 war ein Großteil wiederhergestellt. 1964 gab es drei neue Glocken, 1973 wurde der Innenraum einer umfangreichen Renovierung unterzogen, bei der die Bänke durch Stühle ersetzt wurden. 1978 wurde die Orgel erneuert.
Seitdem am 1. Januar 2012 alle katholischen Gemeinden der Wiesbadener Innenstadt fusioniert wurden, ist Maria Hilf eine Filialkirche von St. Bonifatius.

## Jugendkirche Kana
Seit 2005 ist in der Kirche auch die Jugendkirche Kana des Bistums Limburg beheimatet. Dazu wurden im Inneren der Kirche einige Veränderungen vorgenommen, wie der Einbau einer Kapelle als Sakramentskapelle und die Einrichtung eines Beicht-/Gesprächsraums. 2015 wurde das zehnjährige Jubiläum der Jugendkirche Kana mit einem Jubiläumsgottesdienst mit dem Apostolischen Administrator Weihbischof Manfred Grothe gefeiert.

## Architektur
Die Maria-Hilf-Kirche ist eine dreischiffige Pfeilerbasilika, die ein breites Querschiff sowie im Westen ein Turmpaar besitzt. Über der Vierung sitzt ein Dachreiter, die Eingangshalle ist vorgelagert. Der Innenraum des Kirchengebäudes wurde 1973 renoviert und neu gestaltet.